# Campoletis horstmanni
Campoletis horstmanni är en stekelart som beskrevs av Jussila 1996. Campoletis horstmanni ingår i släktet Campoletis och familjen brokparasitsteklar. Inga underarter finns listade.